# IEs4Linux
IEs4Linux是一個自由及開放源碼腳本，它允許用戶透過Wine運行Internet Explorer。它可以安裝Internet Explorer版本5、5.5和6，而Internet Explorer 7的支援仍測試中。該軟件的對像是網頁設計師，允許他們在非Windows作業系統中測試網頁撰寫的成果。
由於Internet Explorer是專有軟件，所以使用者必需購買並持有Windows的合法授權，才可使用IEs4Linux。但IEs4Linux不會作任何的檢查，所以可能會導致部分問題。

## 外部連結
- 官方網頁
- 安裝說明